# Domenico Barbaja
Domenico Barbaja, född 1778 och död 16 oktober 1841, var en italiensk impressario och teaterledare.
Barbaja var i sin ungdom kypare, senare cirkusdirektör och kom genom sin verksamhet som impressario in i teateraffärer, vilka omkring 1820 fick ett betydande omfång. Han ledde samtidigt operateatrar i Wien, Milano (Scalateatern), och Neapel (San Carloteatern). Flera av samtidens stora tonsättare skrev verk för honom, bland annat Gioacchino Rossini och Gaetano Donizetti.